# 200 Motels
200 Moteles es una película musical estadounidense-británica surrealista de 1971 coescrita y dirigida por Frank Zappa y Tony Palmer y protagonizada por The Mothers of Invention, Theodore Bikel y Ringo Starr. Se editó un álbum con una selección de música algo diferente a lo que se escucha en la película.
En 2009, 200 Moteles fue reeditada con un comentario de audio por Tony Palmer y actualmente está disponible en DVD en Inglaterra.

## Argumento
La película intenta retratar el estilo de vida impetuoso de los músicos de rock en gira, el film se compone de una serie de viñetas absurdas, inconexas e intercaladas con imágenes de conciertos de The Mothers of Invention. En un momento, mientras The Mothers of Invention están de gira se vuelven locos en la pequeña ciudad ficticia de Centerville ("un agradable lugar para criar a sus hijos"), pasean cuando en un bar unos vaqueros les propinan una paliza. En un interludio largo de dibujos animados, el bajista "Jeff" deja el grupo, al igual que su homólogo de la vida real, Jeff Simmons, quien fue despedido por insubordinación antes de la película. Simmons fue sustituido por Martin Lickert (chófer de Ringo) para la película. En 200 Motels hay varios efectos especiales en casi todas las escenas, en donde se incluye exposiciones dobles y triples, solarización, falso color y cambios de velocidad, estos efectos eran innovadores para 1971. 200 Motels ha sido denominada como un "documental surrealista".

## Historia
En 1970, Frank Zappa formó una nueva versión de The Mothers of Invention que incluía al baterista británico Aynsley Dunbar, el teclista de jazz George Duke, Ian Underwood, Jeff Simmons (bajo, guitarra rítmica), y tres miembros de The Turtles: el bajista Jim Pons, y los cantantes Marcos Volman y Howard Kaylan, que, debido a problemas legales y contractuales, adoptaron el nombre artístico de "The Phlorescent Leech and Eddie", o "Flo & Eddie".
Zappa comenzó a escribir una película para su nueva formación llamada 200 Motels, y la banda debutó en el álbum en solitario de Zappa titulado Chunga's Revenge (1970), que se produjo como un adelanto de la película. Zappa también se reunió con el director de orquesta Zubin Mehta. Organizaron un concierto en mayo de 1970 donde Mehta dirigió la Filarmónica de Los Ángeles. Este material sirvió como un segundo preestreno de la película. De acuerdo con Zappa, la música fue escrita principalmente en habitaciones de motel durante una gira con The Mothers of Invention. Algunas de ellas están presentes en la película. Aunque el concierto fue un éxito, la experiencia de trabajar una orquesta sinfónica no fue lo suficientemente satisfactoria para Zappa. Su descontento se convirtió en un tema recurrente a lo largo de su carrera, a menudo sentía que la calidad del desempeño de las orquestas con su material compuesta no era acorde al dinero que invertía.
Zappa lanzó la película para United Artists. Los estudio de cine dieron a Zappa 650.000 dólares para terminar el proyecto, que Zappa previó inicialmente estrenarla para la televisión holandesa antes de su próxima gira.

## Producción
Escenas principales de 200 Motels incluyendo las de la Orquesta Filarmónica de Londres fueron filmadas en una semana en los estudios Pinewood a las afueras de Londres, y contó con The Mothers of Invention, la Royal Philharmonic Orchestra, Ringo Starr, Theodore Bikel, y Keith Moon. Hubo tensiones entre Zappa y varios miembros del elenco y del personal antes y durante el rodaje.
Fue el primer largometraje grabado en video y transferido a película de 35 mm utilizando una impresora de película Technicolor empleada por la BBC, un proceso que permitió añadir nuevos efectos visuales. De acuerdo a la pista de comentario de Palmer que está en la reedición en DVD de 2009, todos los efectos de vídeo fueron creados en vivo, a través de un mezclador de vídeo y múltiples cámaras. No hubo efectos posproducción.

## Reparto
| Actor                             | Personaje                       | Descripción                      | Notas         |
| --------------------------------- | ------------------------------- | -------------------------------- | ------------- |
| Frank Zappa                       | Él mismo                        |                                  |               |
| The Mothers of Invention          | Ellos mismos                    |                                  |               |
| Theodore Bikel                    | Rance Muhammitz                 | Narrador / maestro de ceremonias |               |
| Ringo Starr                       | Larry el "enano"                | Aparece vestido como Frank Zappa |               |
| Keith Moon                        | Monja                           |                                  |               |
| Howard Kaylan                     | Él mismo                        |                                  |               |
| Mark Volman                       | Él mismo                        |                                  |               |
| Ian Underwood                     | Él mismo                        |                                  |               |
| Ruth Underwood                    | Ella misma                      |                                  |               |
| Don Preston                       | Él mismo                        |                                  |               |
| Jimmy Carl Black                  | Lonesome Cowboy Burt            |                                  |               |
| Euclid James 'Motorhead' Sherwood | Él mismo                        |                                  | No acreditado |
| Aynsley Dunbar                    | Él mismo                        |                                  |               |
| George Duke                       | Él mismo                        |                                  |               |
| Jim Pons                          | Él mismo                        |                                  | No acreditado |
| Pamela Des Barres                 | Entrevistador                   |                                  |               |
| Martin Lickert                    | "Jeff"                          |                                  |               |
| Janet Neville-Ferguson            | Groupie #1                      |                                  |               |
| Lucy Offerall                     | Groupie #2                      |                                  |               |
| Dick Barber                       | Bif Debris - The Vacuum Cleaner |                                  |               |
| Judy Gridley                      | Líder de coro                   |                                  |               |
| London Philharmonic Orchestra     | Orquesta perpleja               |                                  |               |